# FC 시오니 볼니시
FC 시오니 볼니시(조지아어: საფეხბურთო კლუბი სიონი ბოლნისი, 영어: FC Sioni Bolnisi)는 볼니시를 연고로 하는 조지아의 축구 클럽이다. 현재는 에로브눌리 리가 2에 참가하고 있다.

## 성적
- 우마글레시리가 우승 1회 (2005-06)
- 조지아 컵 준우승 1회 (2003)
- 조지아 슈퍼컵 준우승 1회 (2006)

## 선수 명단

### 현역
참고: FIFA 자격 규정에 따라 소속된 국가대표팀 국기를 표시합니다. 선수는 복수의 FIFA 비회원국 국적을 가지고 있을 수 있습니다.
| 번호 | 포지션 | 국적 | 이름 |
| ---- | ------ | ---- | ---- |

| 번호 | 포지션 | 국적 | 이름 |
| ---- | ------ | ---- | ---- |

### 역대
틀:에로브눌리리가 2